# دانشگاه ترینیتی واشنگتن
دانشگاه ترینیتی واشینگتن یک دانشگاه خصوصی در واشینگتن دی سی است. ترینیتی یک دانشگاه جامع با پنج مدرسه است. کالج هنر و علوم در مقطع کارشناسی مأموریت اصلی خود را به عنوان یک کالج زنانه هنرهای لیبرال حفظ می‌کند، در حالی که مردان در سایر مدارس ترینیتی در سطح کارشناسی و کارشناسی ارشد شرکت می‌کنند. این دانشگاه به عنوان کالج ترینیتی توسط خواهران نوتردام دی نامور در سال ۱۸۹۷ به عنوان اولین کالج هنرهای لیبرال کاتولیک کشور برای زنان تأسیس شد. ترینیتی توسط قانون کنگره در ۲۰ اوت ۱۸۹۷ منشور شد. این کالج در ابتدا شروع به جذب دانشجویان محروم محلی کرد که عمدتاً سیاهپوست و اسپانیایی‌تبار بودند. ترینیتی در سال ۲۰۰۴ به دانشگاه ترینیتی واشنگتن تبدیل شد. بر اساس رتبه‌بندی یواس نیوز اند ورلد ریپورت ترینیتی رتبه ۱۲۹–۱۷۰ را در دانشگاه‌های منطقه ای شمال دارد.